# Jessica Kessler

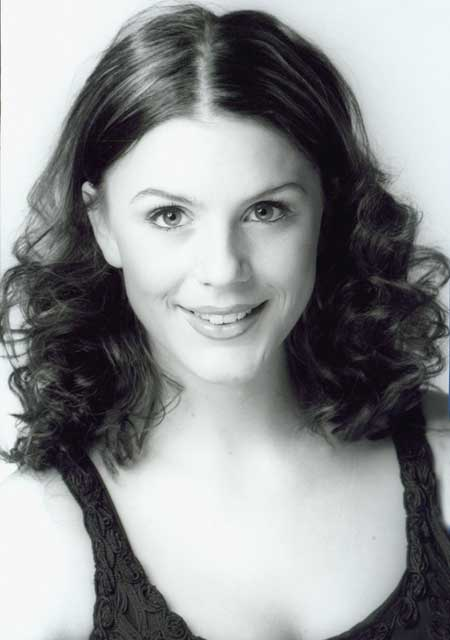
Jessica Kessler

Jessica Kessler (* 25. Oktober 1980 in Dinslaken) ist eine deutsche Musicaldarstellerin.

## Leben

### Ausbildung
Jessica Kessler begann im Alter von drei Jahren mit dem Eiskunstlauf, für den Duisburger SC Kaiserberg startete sie in der Jugend-, Juniorinnen- und Damenklasse. Als jüngste Teilnehmerin erreichte sie 13-jährig bei den deutschen Meisterschaften 1994 in Herne den 16. Platz. Im Eiskunstlauf ist sie heute bis auf gelegentliche Showauftritte nicht mehr aktiv.
Ebenfalls früh bekam sie Unterricht in klassischem Ballett und später auch im Jazz- und Stepptanz. Mit 15 Jahren begann sie ihre Gesangsausbildung bei Barbara Twarowska und erweiterte ihr Können später mit Hilfe von Christian Schotenröhr und Alexandru Ionitza, die sie ebenfalls unterrichteten. Außerdem bekommt sie Schauspielunterricht von Barbara Wachendorf.

### Karriere
Jessica Kessler sammelte erste Bühnenerfahrungen als Solistin der Show Sommernacht des Musicals in Dinslaken, sowie als Erstbesetzung der Belle in den Eisrevuen Die Schöne und das Biest und der Tourneeproduktion Disney on Ice.
Kessler verkörperte in dem Musical Kinder von Eden von Stephen Schwartz die Yonah. Mit dem Engagement bei der deutschen Erstaufführung von Mozart! sammelte sie erste Erfahrungen bei einer Ensuite-Produktion. Hier war sie sowohl Teil des Ensembles als auch Zweitbesetzung für Constanze Weber und Nannerl Mozart.
Am 8. Dezember 2002 feierte Titanic – Das Musical Deutschlandpremiere in Hamburg, wo Kessler ebenfalls mit von der Partie war. Sie spielte dort Erstbesetzung Kate Mullins und hatte zusätzlich zwei Zweitbesetzungen: Kate McGowan und Madelaine Astor. Von dort wechselte sie für kurze Zeit in das Ensemble von Les Misérables im Theater des Westens in Berlin.

Vom 7. Dezember 2003 bis 22. Januar 2006 war Jessica als Erstbesetzung der Sarah in Roman Polańskis Kult-Musical  Tanz der Vampire im Theater Neue Flora in Hamburg zu sehen.
Nebenbei tritt sie öfter bei Galaabenden wie z. B. Musical on Ice 2003–2005 (als „Fee Velia“) oder der Sommernacht des Musicals auf. Des Weiteren wirkte sie bei der Musicalnight 2004 im Stadttheater Olten (Schweiz) mit. Bei der Best-of-Musical-Tour 2006 war sie als eine der neun Solisten mit von der Partie.
Danach stand Jessica Kessler als Teen Queen und Zweitbesetzung Scaramouche und Ozzy bei We Will Rock You im Kölner Musicaldome auf der Bühne. Anschließend war sie als Erstbesetzung Scaramouche in Zürich und im Wiener Raimundtheater zu sehen.
In der Castingshow Ich Tarzan, Du Jane! auf Sat.1 wurde Jessica Kessler unter den Bewerberinnen für die Rolle der Jane im neuen Disney-Musical Tarzan Fünfte.
Vom 13. November 2008 bis 16. September 2010 verkörperte sie im Stuttgarter Apollo Theater wieder als Erstbesetzung die Scaramouche in We Will Rock You. Diese Rolle spielte Jessica Kessler von Oktober 2010 bis Oktober 2011 auch in Berlin im Theater des Westens. Von Dezember 2012 bis Juni 2013 spielte sie im Musicaltheater Basel und im Colosseum Theater Essen die Rolle als Zweitbesetzung.
Im März 2013 gab Jessica Kessler bekannt, dass sie sich aus dem Musicalbusiness zurückziehen wolle und eine Karriere als Schlager- und Rocksängerin plane.
Am 19. Oktober 2014 stand sie bei der deutschsprachigen Erstaufführung des Musicals Shrek – Das Musical im Capitol Theater Düsseldorf als Rotkäppchen und Stimme von Gingy auf der Bühne. Regie führte Andreas Gergen, die Choreographie hatte Kim Duddy. Kessler ist auch als Cover der weiblichen Hauptrolle Fiona engagiert.

## Auftritte
- Disney on Ice
- Kinder von Eden
- 2000 Sommernacht des Musicals in Dinslaken
- 2001 Sommernacht des Musicals in Dinslaken
- 2001 Mozart! (Musical)
- 2002 Titanic – Das Musical
- 2003 Les Misérables
- 2003–2006  Tanz der Vampire, Hamburg
- 2003 Musical on Ice
- 2004 Musical on Ice
- 2004 Sommernacht des Musicals
- 2005 Musical on Ice
- 2005 Sommernacht des Musicals in Dinslaken
- 2006 We Will Rock You, Köln
- 2006 Best of Musical-Tour
- 2006 We Will Rock You, Zürich Premierenbesetzung
- 2007 Sommernacht des Musicals in Dinslaken
- 2007/2008 We Will Rock You, Wien Premierenbesetzung
- 2008 Sommernacht des Musicals in Dinslaken
- 2008–2010 We Will Rock You, Stuttgart Premierenbesetzung
- 2010–2011 We Will Rock You, Berlin Premierenbesetzung
- 2011 Blue Jeans, Stuttgart,[2] anschließend Tour durch verschiedene Städte in Deutschland und Österreich
- 2012 Hairspray, München und Merzig
- 2012–2013 We Will Rock You, Basel und Essen
- 2013 Sommernacht des Musicals in Dinslaken
- 2014 Shrek – Das Musical, Düsseldorf Premierenbesetzung
- 2015 Cabaret, Bad Hersfelder Festspiele
- 2015–2016 Mozart! (Musical) in Wien
- 2016: Messiah Rocks in Wien
- 2016 Cabaret, Bad Hersfelder Festspiele
- 2017: Schikaneder – Das Musical in Wien
- 2018: Wahnsinn! – Das Musical in Duisburg, Berlin, München und Köln
- 2022–2023: Club Las Piranjas – Grenzlandtheater Aachen, Kammertheater Karlsruhe

## Auszeichnungen
Im Januar 2005 wurde Kessler von den Lesern der Fachzeitschrift „Da Capo“ zur Musicalstimme des Jahres 2004 gewählt. 2010 erreichte sie den 2. Platz „Beste weibliche Hauptrolle im Long run“.